# Ampedus cardinalis
Ampedus cardinalis là một loài bọ cánh cứng trong họ Elateridae. Loài này được Schiödte miêu tả khoa học năm 1865.